# Maria Hummitzsch
Maria Hummitzsch (geboren 14. Dezember 1982 in Magdeburg) ist eine deutsche Literaturübersetzerin aus dem Englischen und Portugiesischen. Sie ist seit dem März 2017 zweite Vorsitzende im Verband deutschsprachiger Übersetzer literarischer und wissenschaftlicher Werke, VdÜ.

## Leben und Werk
Hummitzsch studierte in Leipzig, Lissabon und Florianópolis die Fächer Übersetzung, Psychologie und Afrikanistik. Sie arbeitet seit 2011 als Literaturübersetzerin, z. B. von David Foster Wallace, Shani Boianjiu und Beatriz Bracher, außerdem als Lektorin und Moderatorin. Sie ist freie Mitarbeiterin der Textmanufaktur Leipzig und seit 2012 Mitorganisatorin einer Deutsch-Brasilianischen Übersetzerwerkstatt, einem Workshop zur gegenseitigen Fortbildung. Seit 2013 war sie bereits Vorstandsmitglied des VdÜ mit anderen Aufgaben. Sie hat 2015 das Übersetzerzentrum auf der Leipziger Buchmesse mitgegründet.
Hummitzsch lebt mit ihrer Tochter in Leipzig.

„Je literarischer, also poetischer ein Text, je mehr also die Sprache an sich das Kunstwerk ist, umso mehr zählt jedes einzelne Wort... Man darf sich (als Übersetzerin) tagtäglich mit literarischen Texten und Sprache beschäftigen, erschafft neue Wörter, baut geliebte Wörter ein, lacht mit, wenn ein Witz gelingt, und freut sich, wenn man endlich die Lösung für ein kniffliges Wortspiel gefunden hat. Übersetzen ist ein permanentes Hinzulernen.“

## Als „Gläserne Übersetzerin“
Bei einem Buch fremdsprachiger Autoren vergessen die Leser gern, dass die Wörter, mit all ihren Bildern und Nuancen, vom Übersetzer stammen, und nicht vom Autor. Am Hieronymustag geben viele deutschsprachige Übersetzer weltweit einen Einblick in ihre Arbeit, das Format ist unter dem Titel „gläserner Übersetzer“ heute weit verbreitet, besonders an diesem Tag, dem 30. September jeden Jahres, oder auf Buchmessen.
So arbeitete Hummitzsch aus Anlass des Hieronymustags 2014 live an einem Text, während das Leipziger Publikum ihr gleichzeitig über die Schulter blickte, nachfragte und mitwirkte. Auf einem großen Bildschirm sahen Zuschauer den Ausgangstext auf Englisch und daneben alles, was im Übertragungsprozess geschieht, während die Übersetzerin auf Deutsch, der Zielsprache, schrieb. Das Publikum erlebte auch, wie sie im Internet Sachverhalte recherchierte und in elektronischen Nachschlagewerken blätterte, ob sie für sich drei deutsche Varianten eines Worts nebeneinander notierte oder ihren Text mit Kommentaren, Fragezeichen und sonstigen Markierungen für die spätere Weiterarbeit versah. Auf diese Weise zeigte Hummitzsch damals ihre Arbeit an Things I Have Done I Cannot Undo der israelischen Autorin Shani Boianjiu, einer short story, die inzwischen erschienen ist.

## Übersetzungen
- Caio Fernando Abreu: Kleine Monster. Erzählungen. (aus Pedras de Calcutá, Morangos Mofados, Os dragões não conhecem o paraíso und Ovelhas Negras). Übers. zus. mit Marianne Gareis, Gerd Hilger, Gaby Küppers, Gotthardt Schön. Edition diá, 2015[3]
- Francisco Azevedo: Der Hochzeitsreis. Aus dem Brasilianischen. dtv, München 2013, ISBN 978-3-423-24959-1[4]
- mit Ulrich Blumenbach: Shani Boianjiu, Das Volk der Ewigkeit kennt keine Angst. KiWi, Köln 2013
- mit Michael Schickenberg: John Boyne, Die Geschichte eines Lügners. Piper, München 2021
- Beatriz Bracher: Antonio. Assoziation A, Berlin 2013, ISBN 978-3-86241-427-7
- Beatriz Bracher: Die Verdächtigung. (Não falei, 2004) Assoziation A, Berlin 2015[5]
- David Garnett: Dame zu Fuchs. (Lady into Fox) Dörlemann, Zürich 2016
- David Garnett: Mann im Zoo. (A man in the zoo). Dörlemann, Zürich 2017
- Cecilia Giannetti: Ana und Letícia. In: zwölf hellwache Geschichten aus Brasilien. Weitere Übers. Barbara Bichler, Marianne Gareis, Renate Heß, Wanda Jakob, Karin von Schweder-Schreiner, Claudia Stein. Nautilus, Berlin und Edition Fünf, Gräfelfing 2013, ISBN 978-3-942374-33-0, S. 105–120
- Jessica Keener: Schwimmen in der Nacht. (Night swim) C.H. Beck, München 2014
- Imbolo Mbue: Das geträumte Land. Roman. Aus dem amerikanischen Englisch. KiWi, Köln 2017
- Iris Murdoch: Ein abgetrennter Kopf. Roman. Piper, München 2017
- mit Sonja Finck: Chinelo Okparanta, Unter den Udala-Bäumen. (Under the Udala Trees). Reihe: AfrikAWunderhorn. Das Wunderhorn, Heidelberg 2018
- Osondu: Dieses Haus ist nicht zu verkaufen. (This house is not for sale) Das Wunderhorn, Heidelberg 2017
- Carola Saavedra: Landschaft mit Dromedar. C. H. Beck, München 2013, ISBN 978-3-406-64709-3
- Carola Saavedra: Die andere Seite des Spiels. (Reverso do jogo), in Luiz Ruffato (Hrsg.): Der Schwarze Sohn Gottes. 16 Fußballgeschichten aus Brasilien. Assoziation A, Berlin 2013
- Carola Saavedra: Blaue Blumen. (Flores Azuis) C.H. Beck, München 2015, ISBN 978-3-406-67567-6[6]
- Michi Strausfeld, Komp.: »In so einem Augenblick ist alles möglich ...« Ein Spaziergang durch die Literatur Brasiliens. Erstübersetzungen. die horen 251, 58. Jg., Wallstein, Göttingen 2013 ISBN 978-3-8353-1275-3[7]
- mit Ulrich Blumenbach: David Foster Wallace, Mark Costello, Signifying Rappers. Warum Rap, den Sie hassen, nicht Ihren Vorstellungen entspricht, sondern scheißinteressant ist und wenn anstößig, dann bei dem, was heute so abgeht, von nützlicher Anstößigkeit. KiWi, Köln 2014
- Helen Walsh: Ich will schlafen! KiWi, Köln 2012 (E-Book als Schlaf endlich ein!)
- mit Michael Schickenberg: Helen Walsh, Ein mallorquinischer Sommer. (The Lemon Grove) KiWi, Köln 2015

## Weitere Texte
- Gespräch auf dem Roten Sofa: Von Beruf: Übersetzerin. Kurzfassung Text, Audiodatei 11 min, mit Constanze Müller:

„Laut Hummitzsch ist Übersetzen alles andere als ein Zuckerschlecken. Oft muß intensiv nachrecherchiert werden. Für 100 Seiten eines normal verständlichen Buches sollte man mindestens einen Monat einplanen; für Fachwerke deutlich mehr. Das musste Maria Hummitzsch vor Kurzem bereits am eigenen Leib erfahren, als sie "Signifying Rappers" ... von David Foster Wallace aus dem Englischen übersetzte. Bezahlt wird ein Übersetzer dabei nach Seiten, und verdient dabei das Gleiche (sc. unabhängig von dem Schwierigkeitsgrad). "Man kann sich in die Armut hochübersetzen".“

- Dorothy Parker: Denn mein Herz ist frisch gebrochen. Gedichte. Englisch und Deutsch. (Complete Poems) Aus dem Amerikanischen von Ulrich Blumenbach. Nachwort Maria Hummitzsch (sowie Zusammenstellung der biographischen Daten im Anhang). Dörlemann, Zürich 2017
- "Wir sind nur als geschlossene Gruppe stark". Hummitzsch und ihre Co-Vorsitzende im VdÜ, Patricia Klobusiczky, zur Verbandsarbeit, ein Interview auf der Wolfenbütteler VdÜ-Tagung 2018, in: TraLaLit, Dezember 2018
- „Die Politik muss uns sehen und hören!“ Hummitzsch und Klobusiczky, Interview zum VdÜ, zum Verhältnis von Übersetzern und Verlegern, TraLaLit, 18. Dezember 2019